# Tipula (Pterelachisus) padana
Tipula (Pterelachisus) padana is een tweevleugelige uit de familie langpootmuggen (Tipulidae). De soort komt voor in het Palearctisch gebied.